# Boettgeria jensi
Boettgeria jensi is een slakkensoort uit de familie van de Clausiliidae. De wetenschappelijke naam van de soort is voor het eerst geldig gepubliceerd in 1998 door Neubert & Groh.